# Manorbier Castle
Manorbier Castle är ett slott i Storbritannien.   Det ligger i kommunen Pembrokeshire och riksdelen Wales, i den södra delen av landet, 300 km väster om huvudstaden London. Manorbier Castle ligger 15 meter över havet.
Terrängen runt Manorbier Castle är platt. Havet är nära Manorbier Castle åt sydost.  Närmaste större samhälle är Tenby, 7,2 km öster om Manorbier Castle. 